# 西浦謙助
西浦 謙助（にしうら けんすけ、1980年 - 、大阪生まれ・奈良育ち）は、日本のドラマー、作詞家、編曲家、音楽プロデューサー。

## 人物
相対性理論や進行方向別通行区分といったバンドのみならず、プロデュース・チーム・アゼル&バイジャンやセッションミュージシャンとしても活躍する多才なドラマー。相対性理論では結成当初からドラマーを務め、2012年の脱退まで『シフォン主義』『ハイファイ新書』といった初期作品に参加している。
ドラマーとしてだけでなく異なる分野でも才能を発揮し、作詞活動（タルトタタン、ワンリルキス、寺嶋由芙他）、ラジオやトークイベントへの出演、ライブイベントの主催、執筆活動 、LINEスタンプ制作、Tシャツや手ぬぐいといったグッズ通販なども行っている。

## 略歴
2005年頃、進行方向別通行区分のドラマーとして活動していたが、メンバーの就職活動を理由に一旦解散。
2006年9月、真部脩一らと相対性理論を結成、活動を始める。
2012年3月21日、タルトタタンがシングル「しょうがないマイラブ」でデビュー。真部脩一とともに同ユニットのプロデュースを担当。
2012年6月、相対性理論を真部脩一とともに脱退 。
2013年7月13日、千葉・幕張メッセで開催された91人のドラマーによるオールナイトイベント『FREEDOMMUNE 0 ＜ZERO＞ ONE THOUSAND 2013』に参加。
2017年、集団行動を結成。

## ライブ・レコーディング
- 小南泰葉
- タルトタタン
- 塚本舞
- 寺嶋由芙
- トミタ栞
- 南波志帆
- ハナエ
- Luminous Orange
- ano

## 所属グループ
- 進行方向別通行区分（2005年 - ） - 田中（Vo./Gt.）、真部脩一（Gt.）、西浦謙助（Dr.）、橋本アンソニー（Ba.）から成るインディーズバンド。リーダーである田中が作詞作曲を行う。
- 相対性理論（2006年 - 2012年） - 2006年に真部と結成。2012年に脱退。
- アゼル&バイジャン（2012年） - 西浦と真部脩一を中心に、元・進行方向別通行区分の橋本アンソニーもベースで参加したプロデュース・チーム。ガールズポップユニットのタルトタタンをプロデュースした。[6]
- mezcolanza/メスコランサ（2016年 - ） - “Cocomi”こと成瀬心美（Vo）、カトウタロウ（G, ex.BEAT CRUSADERS）、ハジメタル（Key, ex.ミドリ）、岡野いずみ（B）、西浦謙助（Dr）からなる5人組バンド[7]。
- 誰でもエスパー - メンバーはハジメタル（Key/Vo, ex.ミドリ）、松江潤（G/Vo, ex.SPOOZYS）、西浦謙助（Dr/Vo）。
- 集団行動（2017年 - ） - 元相対性理論の真部とともに、女性アイドルオーディション「ミスiD2016」ファイナリストの齋藤里菜をボーカルに迎えて2017年に結成。
- SKAFUNK
- トッピングクラブ
- Vampillilon - Vampillia＋西浦謙助によるユニット。
- ガラモーンズ - 円谷プロダクションと国内外で注目を集めるクリエイターによるコラボ企画「円谷プロダクションクリエイティブジャム」から生まれたケムール人、ガラモン、カネゴンのあみぐるみによるウルトラ怪獣ロックバンド[8]。演奏で参加。